# سيلان (الجميمة)

تعديل مصدري - تعديل

سيلان هي إحدى قرى عزلة وادى غامس بمديرية الجميمة التابعة لمحافظة حجة، بلغ تعداد سكانها 23 نسمة حسب تعداد اليمن لعام 2004.